# National Basketball Association 2022-2023
La stagione della National Basketball Association 2022-2023 è stata la 77ª edizione del campionato NBA. La regular season è iniziata il 18 ottobre 2022 ed è terminata il 9 aprile 2023. L'All-Star Game si è svolto alla Vivint Arena di Salt Lake City il 19 febbraio 2023.
Il titolo è stato conquistato dai Denver Nuggets, al loro primo successo assoluto, che nella serie finale hanno sconfitto i Miami Heat in cinque gare.

## Squadre partecipanti
- Atlanta Hawks
- Boston Celtics
- Brooklyn Nets
- Charlotte Hornets
- Chicago Bulls
- Cleveland Cavaliers
- Dallas Mavericks
- Denver Nuggets
- Detroit Pistons
- G.S. Warriors

- Houston Rockets
- Indiana Pacers
- L.A. Clippers
- L.A. Lakers
- Memphis Grizzlies
- Miami Heat
- Milwaukee Bucks
- Minnesota T'wolves
- N.O. Pelicans
- N.Y. Knicks

- Oklahoma Thunder
- Orlando Magic
- Philadelphia 76ers
- Phoenix Suns
- Portland T. Blazers
- Sacramento Kings
- San Antonio Spurs
- Toronto Raptors
- Utah Jazz
- Wash. Wizards

## Trasferimenti

### Ritiri
- Il 20 luglio 2022, J.J. Barea ha annunciato il suo ritiro dal basket professionistico. Barea ha vinto un titolo NBA con i Dallas Mavericks e diverse medaglie d'oro con la nazionale portoricana.[2]
- Il 20 agosto 2022, Gustavo Ayón ha annunciato il suo ritiro dal basket professionistico. Ha giocato tre stagioni nella NBA e ha vinto più titoli in EuroLega e Liga ACB nei suoi 16 anni di carriera.
- Il 3 settembre 2022, Jodie Meeks ha annunciato il suo ritiro dal basket professionistico. Ha giocato per sette squadre nei suoi 13 anni di carriera e ha vinto un campionato NBA con i Toronto Raptors nel 2019.
- Il 6 settembre 2022, Toure' Murry ha annunciato il suo ritiro dal basket professionistico. Ha giocato per tre squadre in due stagioni NBA, oltre a numerose squadre all'estero.
- Il 31 marzo 2023, LaMarcus Aldridge ha annunciato il suo ritiro dal basket professionistico. Ha giocato per tre squadre nell'arco di 16 stagioni NBA, venendo selezionato per l'All-Star Game per sette volte e inserito negli All-NBA Team cinque volte.

### Cambi di allenatore
| Squadra                          | Stagione 2021-22                 | Stagione 2022-2023               |
| Prima dell'inizio della stagione | Prima dell'inizio della stagione | Prima dell'inizio della stagione |
| -------------------------------- | -------------------------------- | -------------------------------- |
| Charlotte Hornets                | James Borrego                    | Steve Clifford                   |
| Los Angeles Lakers               | Frank Vogel                      | Darvin Ham                       |
| Sacramento Kings                 | Alvin Gentry (ad interim)        | Mike Brown                       |
| Utah Jazz                        | Quin Snyder                      | Will Hardy                       |
| Boston Celtics                   | Ime Udoka (sospeso)              | Joe Mazzulla                     |
| Durante la stagione              |                                  |                                  |
| Brooklyn Nets                    | Steve Nash                       | Jacque Vaughn                    |
| Atlanta Hawks                    | Nate McMillan                    | Joe Prunty (ad interim)          |
| Atlanta Hawks                    | Joe Prunty (ad interim)          | Quin Snyder                      |

## Classifica
Eastern Conference
| Atlantic Division      | V  | S  | V%   | PR   | Casa  | Trasf | Div  | PG |
| ---------------------- | -- | -- | ---- | ---- | ----- | ----- | ---- | -- |
| y – Boston Celtics     | 57 | 25 | .695 | 1,0  | 32–9  | 25–16 | 11–5 | 82 |
| x – Philadelphia 76ers | 54 | 28 | .659 | 4,0  | 29–12 | 25–16 | 10–6 | 82 |
| x – N.Y. Knicks        | 47 | 35 | .573 | 11,0 | 23–18 | 24–17 | 8–8  | 82 |
| x – Brooklyn Nets      | 45 | 37 | .549 | 13,0 | 23–18 | 22–19 | 7–9  | 82 |
| pi – Toronto Raptors   | 41 | 41 | .500 | 17,0 | 27–14 | 14–27 | 4–12 | 82 |

| Central Division        | V  | S  | V%   | PR   | Casa  | Trasf | Div  | PG |
| ----------------------- | -- | -- | ---- | ---- | ----- | ----- | ---- | -- |
| z – Milwaukee Bucks     | 58 | 24 | .707 | 0,0  | 32–9  | 26–15 | 11–5 | 82 |
| x – Cleveland Cavaliers | 51 | 31 | .622 | 7,0  | 31–10 | 20–21 | 13–3 | 82 |
| pi – Chicago Bulls      | 40 | 42 | .488 | 18,0 | 22–19 | 18–23 | 7–9  | 82 |
| Indiana Pacers          | 35 | 47 | .427 | 23,0 | 20–21 | 15–26 | 7–9  | 82 |
| Detroit Pistons         | 17 | 65 | .207 | 41,0 | 9–32  | 8–33  | 2–14 | 82 |

| Southeast Division | V  | S  | V%   | PR   | Casa  | Trasf | Div  | PG |
| ------------------ | -- | -- | ---- | ---- | ----- | ----- | ---- | -- |
| y – Miami Heat     | 44 | 38 | .537 | 14,0 | 27–14 | 17–24 | 10–6 | 82 |
| x – Atlanta Hawks  | 41 | 41 | .500 | 17,0 | 24–17 | 17–24 | 8–8  | 82 |
| Wash. Wizards      | 35 | 47 | .427 | 23,0 | 19–22 | 16–25 | 8–8  | 82 |
| Orlando Magic      | 34 | 48 | .415 | 24,0 | 20–21 | 14–27 | 7–9  | 82 |
| Charlotte Hornets  | 27 | 55 | .329 | 31,0 | 13–28 | 14–27 | 7–9  | 82 |

Western Conference
| Northwest Division     | V  | S  | V%   | PR   | Casa  | Trasf | Div  | PG |
| ---------------------- | -- | -- | ---- | ---- | ----- | ----- | ---- | -- |
| c – Denver Nuggets     | 53 | 29 | .646 | 0,0  | 34–7  | 19–22 | 10–6 | 82 |
| x – Minnesota T'wolves | 42 | 40 | .512 | 11,0 | 22–19 | 20–21 | 8–8  | 82 |
| pi – Oklahoma Thunder  | 40 | 42 | .488 | 13,0 | 24–17 | 16–25 | 9–7  | 82 |
| Utah Jazz              | 37 | 45 | .451 | 16,0 | 23–18 | 14–27 | 6–10 | 82 |
| Portland T. Blazers    | 33 | 49 | .402 | 20,0 | 17–24 | 16–25 | 7–9  | 82 |

| Pacific Division     | V  | S  | V%   | PR   | Casa  | Trasf | Div  | PG |
| -------------------- | -- | -- | ---- | ---- | ----- | ----- | ---- | -- |
| y – Sacramento Kings | 48 | 34 | .585 | 5,0  | 23–18 | 25–16 | 9–7  | 82 |
| x – Phoenix Suns     | 45 | 37 | .549 | 8,0  | 28–13 | 17–24 | 9–7  | 82 |
| x – L.A. Clippers    | 44 | 38 | .537 | 9,0  | 23–18 | 21–20 | 9–7  | 82 |
| x – G.S. Warriors    | 44 | 38 | .537 | 9,0  | 33–8  | 11–30 | 7–9  | 82 |
| x – L.A. Lakers      | 43 | 39 | .524 | 10,0 | 23–18 | 20–21 | 6–10 | 82 |

| Southwest Division    | V  | S  | V%   | PR   | Casa  | Trasf | Div  | PG |
| --------------------- | -- | -- | ---- | ---- | ----- | ----- | ---- | -- |
| y – Memphis Grizzlies | 51 | 31 | .622 | 2,0  | 35–6  | 16–25 | 13–3 | 82 |
| pi – N.O. Pelicans    | 42 | 40 | .512 | 11,0 | 27–14 | 15–26 | 11–5 | 82 |
| Dallas Mavericks      | 38 | 44 | .463 | 15,0 | 23–18 | 15–26 | 9–7  | 82 |
| Houston Rockets       | 22 | 60 | .268 | 31,0 | 14–27 | 8–33  | 4–12 | 82 |
| San Antonio Spurs     | 22 | 60 | .268 | 31,0 | 14–27 | 8–33  | 3–13 | 82 |

### Per conference
| Eastern Conference | Eastern Conference      | Eastern Conference | Eastern Conference | Eastern Conference | Eastern Conference | Eastern Conference |
| #                  | Squadra                 | V                  | S                  | V%                 | PR                 | PG                 |
| ------------------ | ----------------------- | ------------------ | ------------------ | ------------------ | ------------------ | ------------------ |
| 1                  | z – Milwaukee Bucks *   | 58                 | 24                 | .707               | –                  | 82                 |
| 2                  | y – Boston Celtics *    | 57                 | 25                 | .695               | 1,0                | 82                 |
| 3                  | x – Philadelphia 76ers  | 54                 | 28                 | .659               | 4,0                | 82                 |
| 4                  | x – Cleveland Cavaliers | 51                 | 31                 | .622               | 7,0                | 82                 |
| 5                  | x – N.Y. Knicks         | 47                 | 35                 | .573               | 11,0               | 82                 |
| 6                  | x – Brooklyn Nets       | 45                 | 37                 | .549               | 13,0               | 82                 |
|                    |                         |                    |                    |                    |                    |                    |
| 7                  | y – Miami Heat *        | 44                 | 38                 | .537               | 14,0               | 82                 |
| 8                  | x – Atlanta Hawks       | 41                 | 41                 | .500               | 17,0               | 82                 |
| 9                  | pi – Toronto Raptors    | 41                 | 41                 | .500               | 17,0               | 82                 |
| 10                 | pi – Chicago Bulls      | 40                 | 42                 | .488               | 18,0               | 82                 |
|                    |                         |                    |                    |                    |                    |                    |
| 11                 | Indiana Pacers          | 35                 | 47                 | .427               | 23,0               | 82                 |
| 12                 | Wash. Wizards           | 35                 | 47                 | .427               | 23,0               | 82                 |
| 13                 | Orlando Magic           | 34                 | 48                 | .415               | 24,0               | 82                 |
| 14                 | Charlotte Hornets       | 27                 | 55                 | .329               | 31,0               | 82                 |
| 15                 | Detroit Pistons         | 17                 | 65                 | .207               | 41,0               | 82                 |

| Western Conference | Western Conference      | Western Conference | Western Conference | Western Conference | Western Conference | Western Conference |
| #                  | Squadra                 | V                  | S                  | V%                 | PR                 | PG                 |
| ------------------ | ----------------------- | ------------------ | ------------------ | ------------------ | ------------------ | ------------------ |
| 1                  | c – Denver Nuggets *    | 53                 | 29                 | .646               | –                  | 82                 |
| 2                  | y – Memphis Grizzlies * | 51                 | 31                 | .622               | 2,0                | 82                 |
| 3                  | y – Sacramento Kings *  | 48                 | 34                 | .585               | 5,0                | 82                 |
| 4                  | x – Phoenix Suns        | 45                 | 37                 | .549               | 8,0                | 82                 |
| 5                  | x – L.A. Clippers       | 44                 | 38                 | .537               | 9,0                | 82                 |
| 6                  | x – G.S. Warriors       | 44                 | 38                 | .537               | 9,0                | 82                 |
|                    |                         |                    |                    |                    |                    |                    |
| 7                  | x – L.A. Lakers         | 43                 | 39                 | .524               | 10,0               | 82                 |
| 8                  | x – Minnesota T'wolves  | 42                 | 40                 | .512               | 11,0               | 82                 |
| 9                  | pi – N.O. Pelicans      | 42                 | 40                 | .512               | 11,0               | 82                 |
| 10                 | pi – Oklahoma Thunder   | 40                 | 42                 | .488               | 13,0               | 82                 |
|                    |                         |                    |                    |                    |                    |                    |
| 11                 | Dallas Mavericks        | 38                 | 44                 | .463               | 15,0               | 82                 |
| 12                 | Utah Jazz               | 37                 | 45                 | .451               | 16,0               | 82                 |
| 13                 | Portland T. Blazers     | 33                 | 49                 | .402               | 20,0               | 82                 |
| 14                 | Houston Rockets         | 22                 | 60                 | .268               | 31,0               | 82                 |
| 15                 | San Antonio Spurs       | 22                 | 60                 | .268               | 31,0               | 82                 |

## Play-In
La NBA organizza un torneo play-in tra le settime e le decime classificate di ogni conference dal 12 al 15 aprile 2023. La settima incontrerà l'ottava, con la vincitrice che verrà posizionata al settimo posto. La nona classificata affronterà la decima, con la perdente che verrà eliminata dai playoff. La perdente della sfida settima-ottava e la vincitrice tra la sfida nona-decima si incontreranno, con la vincitrice che verrà posizionata all'ottavo posto e la perdente eliminata.

### Eastern Conference Play-in
|  |         |                 |               |               |            |         |         |         |
|  | Play-In | Play-In         | Play-In       |               |            | #8 Seed | #8 Seed | #8 Seed |
|  | Play-In | Play-In         | Play-In       |               |            | #8 Seed | #8 Seed | #8 Seed |
|  |         |                 |               |               |            |         |         |         |
|  |         |                 |               |               |            |         |         |         |
|  | 7       | Miami Heat      | 105           |               |            |         |         |         |
|  | 7       | Miami Heat      | 105           |               |            |         |         |         |
|  | 8       | Atlanta Hawks   | 116           |               |            |         |         |         |
|  | 8       | Atlanta Hawks   | 116           |               |            |         |         |         |
|  |         |                 |               | Miami Heat    | Miami Heat | 102     |         |         |
|  |         |                 |               | Miami Heat    | Miami Heat | 102     |         |         |
|  |         |                 | Chicago Bulls | Chicago Bulls | 91         |         |         |         |
|  |         |                 |               | Chicago Bulls | 91         |         |         |         |
|  | 9       | Toronto Raptors | 105           |               |            |         |         |         |
|  | 9       | Toronto Raptors | 105           |               |            |         |         |         |
|  | 10      | Chicago Bulls   | 109           |               |            |         |         |         |
|  | 10      | Chicago Bulls   | 109           |               |            |         |         |         |

Atlanta Hawks (con il seed numero 7) e Miami Heat (con il seed numero 8) qualificate ai playoff.

### Western Conference Play-in
|  |         |                    |                  |                    |                    |         |         |         |
|  | Play-In | Play-In            | Play-In          |                    |                    | #8 Seed | #8 Seed | #8 Seed |
|  | Play-In | Play-In            | Play-In          |                    |                    | #8 Seed | #8 Seed | #8 Seed |
|  |         |                    |                  |                    |                    |         |         |         |
|  |         |                    |                  |                    |                    |         |         |         |
|  | 7       | L.A. Lakers        | 108              |                    |                    |         |         |         |
|  | 7       | L.A. Lakers        | 108              |                    |                    |         |         |         |
|  | 8       | Minnesota T'wolves | 102              |                    |                    |         |         |         |
|  | 8       | Minnesota T'wolves | 102              |                    |                    |         |         |         |
|  |         |                    |                  | Minnesota T'wolves | Minnesota T'wolves | 120     |         |         |
|  |         |                    |                  | Minnesota T'wolves | Minnesota T'wolves | 120     |         |         |
|  |         |                    | Oklahoma Thunder | Oklahoma Thunder   | 95                 |         |         |         |
|  |         |                    |                  | Oklahoma Thunder   | 95                 |         |         |         |
|  | 9       | N.O. Pelicans      | 118              |                    |                    |         |         |         |
|  | 9       | N.O. Pelicans      | 118              |                    |                    |         |         |         |
|  | 10      | Oklahoma Thunder   | 123              |                    |                    |         |         |         |
|  | 10      | Oklahoma Thunder   | 123              |                    |                    |         |         |         |

L.A. Lakers (con il seed numero 7) e Minnesota T'wolves (con il seed numero 8) qualificate ai playoff.

## Play-Off
I playoff sono iniziati il 15 aprile 2023, mentre le Finals sono iniziate il 1º giugno, concludendosi  il 12 giugno.

### Tabellone
|  | Primo Turno | Primo Turno         | Primo Turno      |                    |                     | Semifinali di Conference | Semifinali di Conference | Semifinali di Conference |  |   | Finali di Conference | Finali di Conference | Finali di Conference |  |    | Finali NBA       | Finali NBA | Finali NBA |
|  |             |                     |                  |                    |                     |                          |                          |                          |  |   |                      |                      |                      |  |    |                  |            |            |
|  | 1           | Denver Nuggets *    | 4                |                    |                     |                          |                          |                          |  |   |                      |                      |                      |  |    |                  |            |            |
|  | 8           | Minnesota T'wolves  | 1                |                    |                     |                          |                          |                          |  |   |                      |                      |                      |  |    |                  |            |            |
|  | 8           | Minnesota T'wolves  | 1                |                    | 1                   | Denver Nuggets *         | 4                        |                          |  |   |                      |                      |                      |  |    |                  |            |            |
|  |             |                     |                  |                    | 1                   | Denver Nuggets *         | 4                        |                          |  |   |                      |                      |                      |  |    |                  |            |            |
|  |             | 4                   | Phoenix Suns     | 2                  |                     |                          |                          |                          |  |   |                      |                      |                      |  |    |                  |            |            |
|  | 4           | 4                   | Phoenix Suns     | 2                  | Phoenix Suns        | 4                        |                          |                          |  |   |                      |                      |                      |  |    |                  |            |            |
|  | 4           |                     |                  |                    | Phoenix Suns        | 4                        |                          |                          |  |   |                      |                      |                      |  |    |                  |            |            |
|  | 5           | L.A. Clippers       | 1                |                    |                     |                          |                          |                          |  |   |                      |                      |                      |  |    |                  |            |            |
|  | 5           | L.A. Clippers       | 1                |                    |                     |                          |                          |                          |  | 1 | Denver Nuggets *     | 4                    |                      |  |    |                  |            |            |
|  |             |                     |                  | Western Conference |                     |                          |                          |                          |  | 1 | Denver Nuggets *     | 4                    |                      |  |    |                  |            |            |
|  |             | 7                   | L.A. Lakers      | 0                  |                     |                          |                          |                          |  |   |                      |                      |                      |  |    |                  |            |            |
|  | 6           | 7                   | L.A. Lakers      | 0                  | G.S. Warriors       | 4                        |                          |                          |  |   |                      |                      |                      |  |    |                  |            |            |
|  | 6           |                     |                  |                    | G.S. Warriors       | 4                        |                          |                          |  |   |                      |                      |                      |  |    |                  |            |            |
|  | 3           | Sacramento Kings *  | 3                |                    |                     |                          |                          |                          |  |   |                      |                      |                      |  |    |                  |            |            |
|  | 3           | Sacramento Kings *  | 3                |                    | 6                   | G.S. Warriors            | 2                        |                          |  |   |                      |                      |                      |  |    |                  |            |            |
|  |             |                     |                  |                    | 6                   | G.S. Warriors            | 2                        |                          |  |   |                      |                      |                      |  |    |                  |            |            |
|  |             | 7                   | L.A. Lakers      | 4                  |                     |                          |                          |                          |  |   |                      |                      |                      |  |    |                  |            |            |
|  | 7           | 7                   | L.A. Lakers      | 4                  | L.A. Lakers         | 4                        |                          |                          |  |   |                      |                      |                      |  |    |                  |            |            |
|  | 7           |                     |                  |                    | L.A. Lakers         | 4                        |                          |                          |  |   |                      |                      |                      |  |    |                  |            |            |
|  | 2           | Memphis Grizzlies * | 2                |                    |                     |                          |                          |                          |  |   |                      |                      |                      |  |    |                  |            |            |
|  | 2           | Memphis Grizzlies * | 2                |                    |                     |                          |                          |                          |  |   |                      |                      |                      |  | W1 | Denver Nuggets * | 4          |            |
|  |             |                     |                  |                    |                     |                          |                          |                          |  |   |                      |                      |                      |  | W1 | Denver Nuggets * | 4          |            |
|  |             | E8                  | Miami Heat *     | 1                  |                     |                          |                          |                          |  |   |                      |                      |                      |  |    |                  |            |            |
|  | 1           | E8                  | Miami Heat *     | 1                  | Milwaukee Bucks *   | 1                        |                          |                          |  |   |                      |                      |                      |  |    |                  |            |            |
|  | 1           |                     |                  |                    | Milwaukee Bucks *   | 1                        |                          |                          |  |   |                      |                      |                      |  |    |                  |            |            |
|  | 8           | Miami Heat *        | 4                |                    |                     |                          |                          |                          |  |   |                      |                      |                      |  |    |                  |            |            |
|  | 8           | Miami Heat *        | 4                |                    | 8                   | Miami Heat *             | 4                        |                          |  |   |                      |                      |                      |  |    |                  |            |            |
|  |             |                     |                  |                    | 8                   | Miami Heat *             | 4                        |                          |  |   |                      |                      |                      |  |    |                  |            |            |
|  |             | 5                   | N.Y. Knicks      | 2                  |                     |                          |                          |                          |  |   |                      |                      |                      |  |    |                  |            |            |
|  | 4           | 5                   | N.Y. Knicks      | 2                  | Cleveland Cavaliers | 1                        |                          |                          |  |   |                      |                      |                      |  |    |                  |            |            |
|  | 4           |                     |                  |                    | Cleveland Cavaliers | 1                        |                          |                          |  |   |                      |                      |                      |  |    |                  |            |            |
|  | 5           | N.Y. Knicks         | 4                |                    |                     |                          |                          |                          |  |   |                      |                      |                      |  |    |                  |            |            |
|  | 5           | N.Y. Knicks         | 4                |                    |                     |                          |                          |                          |  | 8 | Miami Heat *         | 4                    |                      |  |    |                  |            |            |
|  |             |                     |                  | Eastern Conference |                     |                          |                          |                          |  | 8 | Miami Heat *         | 4                    |                      |  |    |                  |            |            |
|  |             | 2                   | Boston Celtics * | 3                  |                     |                          |                          |                          |  |   |                      |                      |                      |  |    |                  |            |            |
|  | 6           | 2                   | Boston Celtics * | 3                  | Brooklyn Nets       | 0                        |                          |                          |  |   |                      |                      |                      |  |    |                  |            |            |
|  | 6           |                     |                  |                    | Brooklyn Nets       | 0                        |                          |                          |  |   |                      |                      |                      |  |    |                  |            |            |
|  | 3           | Philadelphia 76ers  | 4                |                    |                     |                          |                          |                          |  |   |                      |                      |                      |  |    |                  |            |            |
|  | 3           | Philadelphia 76ers  | 4                |                    | 3                   | Philadelphia 76ers       | 3                        |                          |  |   |                      |                      |                      |  |    |                  |            |            |
|  |             |                     |                  |                    | 3                   | Philadelphia 76ers       | 3                        |                          |  |   |                      |                      |                      |  |    |                  |            |            |
|  |             | 2                   | Boston Celtics * | 4                  |                     |                          |                          |                          |  |   |                      |                      |                      |  |    |                  |            |            |
|  | 7           | 2                   | Boston Celtics * | 4                  | Atlanta Hawks       | 2                        |                          |                          |  |   |                      |                      |                      |  |    |                  |            |            |
|  | 7           |                     |                  |                    | Atlanta Hawks       | 2                        |                          |                          |  |   |                      |                      |                      |  |    |                  |            |            |
|  | 2           | Boston Celtics *    | 4                |                    |                     |                          |                          |                          |  |   |                      |                      |                      |  |    |                  |            |            |

Legenda
- * Vincitore Division
- "Grassetto" Vincitore serie
- "Corsivo" Squadra con fattore campo

## Statistiche

### Statistiche individuali
| Categoria      | Giocatore         | Team               | Statistiche |
| -------------- | ----------------- | ------------------ | ----------- |
| Punti          | Joel Embiid       | Philadelphia 76ers | 33.1        |
| Rimbalzi       | Anthony Davis     | L.A. Lakers        | 12.5        |
| Assist         | James Harden      | Philadelphia 76ers | 10.7        |
| Palle rubate   | OG Anunoby        | Toronto Raptors    | 1.9         |
| Stoppate       | Jaren Jackson Jr. | Memphis Grizzlies  | 3.0         |
| Minuti giocati | Pascal Siakam     | Toronto Raptors    | 37.2        |
| FG%            | Daniel Gafford    | Wash. Wizards      | 73          |
| FT%            | Tyler Herro       | Miami Heat         | 93          |
| 3FG%           | Luke Kennard      | L.A. Clippers      | 49          |
| Efficienza     | Nikola Jokić      | Denver Nuggets     | 38.3        |
| Doppie-doppie  | Domantas Sabonis  | Sacramento Kings   | 65          |
| Triple-doppie  | Nikola Jokić      | Denver Nuggets     | 29          |

### Record individuali per gara
| Categoria    | Giocatore         | Team                | Statistiche |
| ------------ | ----------------- | ------------------- | ----------- |
| Punti        | Donovan Mitchell  | Cleveland Cavaliers | 71          |
| Punti        | Damian Lillard    | Portland T. Blazers | 71          |
| Rimbalzi     | Ivica Zubac       | L.A. Clippers       | 29          |
| Assist       | James Harden      | Philadelphia 76ers  | 21          |
| Palle rubate | D'Angelo Russell  | Minnesota T'wolves  | 7           |
| Palle rubate | De'Anthony Melton | Philadelphia 76ers  | 7           |
| Stoppate     | Brook Lopez       | Milwaukee Bucks     | 9           |
| Punti        | Donovan Mitchell  | Cleveland Cavaliers | 71          |
| Tiri segnati | Anthony Davis     | L.A. Lakers         | 22          |
| Tiri segnati | Donovan Mitchell  | Cleveland Cavaliers | 22          |
| Tiri segnati | Damian Lillard    | Portland T. Blazers | 22          |
| Tiri liberi  | Jimmy Butler      | Miami Heat          | 23          |
| Tiri da tre  | Damian Lillard    | Portland T. Blazers | 13          |

### Statistiche per squadra
| Categoria             | Team                | Statistiche |
| --------------------- | ------------------- | ----------- |
| Punti per gara        | Sacramento Kings    | 120.7       |
| Rimbalzi per gara     | Milwaukee Bucks     | 48.6        |
| Assist per gara       | G.S. Warriors       | 29.8        |
| Palle rubate per gara | Toronto Raptors     | 9.4         |
| Stoppate per gara     | Brooklyn Nets       | 6.2         |
| FG%                   | Denver Nuggets      | 50.4        |
| FT%                   | Philadelphia 76ers  | 83.5        |
| 3FG%                  | Philadelphia 76ers  | 38.7        |
| Offensive Rating      | Sacramento Kings    | 118.6       |
| Defensive Rating      | Cleveland Cavaliers | 109.9       |
| Net Rating            | Boston Celtics      | 6.7         |
| +/−                   | Boston Celtics      | 6.5         |

## Premi

### Premi dell'anno
| Premio                                   | Giocatore         | Team               |
| ---------------------------------------- | ----------------- | ------------------ |
| NBA Most Valuable Player Award           | Joel Embiid       | Philadelphia 76ers |
| NBA Defensive Player of the Year Award   | Jaren Jackson Jr. | Memphis Grizzlies  |
| NBA Rookie of the Year Award             | Paolo Banchero    | Orlando Magic      |
| NBA Sixth Man of the Year Award          | Malcolm Brogdon   | Boston Celtics     |
| NBA Most Improved Player Award           | Lauri Markkanen   | Utah Jazz          |
| NBA Coach of the Year Award              | Mike Brown        | Sacramento Kings   |
| NBA Executive of the Year Award          | Monte McNair      | Sacramento Kings   |
| NBA Sportsmanship Award                  | Mike Conley       | Minnesota T'wolves |
| Twyman-Stokes Teammate of the Year Award | Jrue Holiday      | Milwaukee Bucks    |
| NBA Eastern Conference Finals MVP        | Jimmy Butler      | Miami Heat         |
| NBA Western Conference Finals MVP        | Nikola Jokić      | Denver Nuggets     |
| NBA Finals MVP                           | Nikola Jokić      | Denver Nuggets     |
| All-Star Game MVP                        | Jayson Tatum      | Boston Celtics     |
| NBA Clutch Player of the Year Award      | De'Aaron Fox      | Sacramento Kings   |

### Players of the week
| Settimana                | Eastern Conference                            | Western Conference                                    |
| ------------------------ | --------------------------------------------- | ----------------------------------------------------- |
| 18-23 ottobre            | Jayson Tatum (Boston Celtics) (1/1)           | Damian Lillard (Portland Trail Blazers) (1/1)         |
| 24-30 ottobre            | Giannis Antetokounmpo (Milwaukee Bucks) (1/1) | Shai Gilgeous-Alexander (Oklahoma City Thunder) (1/1) |
| 31 ottobre - 6 novembre  | Kevin Durant (Brooklyn Nets) (1/1)            | Paul George (Los Angeles Clippers) (1/1)              |
| 7-13 novembre            | Joel Embiid (Philadelphia 76ers) (1/1)        | Stephen Curry (Golden State Warriors) (1/1)           |
| 14-20 novembre           | Tyrese Haliburton (Indiana Pacers) (1/1)      | De'Aaron Fox (Sacramento Kings) (1/1)                 |
| 21-27 novembre           | Giannis Antetokounmpo (Milwaukee Bucks) (2/2) | Deandre Ayton (Phoenix Suns) (1/1)                    |
| 28 novembre - 4 dicembre | Kevin Durant (Brooklyn Nets) (2/2)            | Anthony Davis (Los Angeles Lakers) (1/1)              |
| 5-11 dicembre            | Joel Embiid (Philadelphia 76ers) (2/2)        | Zion Williamson (New Orleans Pelicans) (1/1)          |
| 12-18 dicembre           | Donovan Mitchell (Cleveland Cavaliers) (1/2)  | Nikola Jokic (Denver Nuggets) (1/1)                   |
| 19-25 dicembre           | Pascal Siakam (Toronto Raptors) (1/1)         | Luka Doncic (Dallas Mavericks) (1/1)                  |
| 26 dicembre - 1 gennaio  | Kristaps Porzingis (Washington Wizards) (1/1) | Luka Doncic (Dallas Mavericks) (2/2)                  |
| 2 gennaio - 8 gennaio    | Donovan Mitchell (Cleveland Cavaliers) (2/2)  | LeBron James (Los Angeles Lakers) (1/2)               |
| 9 gennaio - 15 gennaio   | Jalen Brunson (New York Knicks) (1/1)         | Domantas Sabonis (Sacramento Kings) (1/3)             |
| 16 gennaio - 22 gennaio  | Jrue Holiday (Milwaukee Bucks) (1/1)          | LeBron James (Los Angeles Lakers) (2/2)               |
| 23 gennaio - 29 gennaio  | Giannīs Antetokounmpo (Milwaukee Bucks) (3/4) | Damian Lillard (Portland Trail Blazers) (2/3)         |
| 30 gennaio - 6 febbraio  | Giannīs Antetokounmpo (Milwaukee Bucks) (4/4) | Damian Lillard (Portland Trail Blazers) (3/3)         |
| 7 febbraio - 12 febbraio | Derrick White (Boston Celtics) (1/1)          | Shai Gilgeous-Alexander (Oklahoma City Thunder) (2/2) |
| 28 febbraio - 5 marzo    | Julius Randle (New York Knicks) (1/1)         | Devin Booker (Phoenix Suns) (1/1)                     |
| 6 marzo - 12 marzo       | Joel Embiid (Philadelphia 76ers) (3/4)        | Domantas Sabonis (Sacramento Kings) (2/3)             |
| 13 marzo - 19 marzo      | Joel Embiid (Philadelphia 76ers) (4/4)        | Domantas Sabonis (Sacramento Kings) (3/3)             |
| 20 marzo - 26 marzo      | Jaylen Brown (Boston Celtics) (1/1)           | Brandon Ingram (New Orleans Pelicans) (1/1)           |
| 27 marzo - 2 aprile      | Mikal Bridges (Brooklyn Nets) (1/1)           | Anthony Davis (Los Angeles Lakers) (2/2)              |
| 3 aprile - 9 aprile      | Bobby Portis (Milwaukee Bucks) (1/1)          | Kawhi Leonard (Los Angeles Clippers) (1/1)            |

### Players of the month
| Settimana        | Eastern Conference                     | Western Conference                       | Note |
| ---------------- | -------------------------------------- | ---------------------------------------- | ---- |
| Ottobre/Novembre | Jayson Tatum (Boston Celtics) (1/1)    | Devin Booker (Phoenix Suns) (1/1)        |      |
| Dicembre         | Joel Embiid (Philadelphia 76ers) (1/3) | Luka Doncic (Dallas Mavericks) (1/1)     |      |
| Gennaio          | Joel Embiid (Philadelphia 76ers) (2/3) | Nikola Jokić (Denver Nuggets) (1/2)      |      |
| Febbraio         | Jalen Brunson (New York Knicks) (1/1)  | Nikola Jokić (Denver Nuggets) (2/2)      |      |
| Marzo/Aprile     | Joel Embiid (Philadelphia 76ers) (3/3) | Anthony Davis (Los Angeles Lakers) (1/1) |      |

### Rookies of the month
| Mese             | Eastern Conference                        | Western Conference                           | Note |
| ---------------- | ----------------------------------------- | -------------------------------------------- | ---- |
| Ottobre/Novembre | Bennedict Mathurin (Indiana Pacers) (1/1) | Jalen Williams (Oklahoma City Thunder) (1/2) |      |
| Dicembre         | Paolo Banchero (Orlando Magic) (1/4)      | Keegan Murray (Sacramento Kings) (1/1)       |      |
| Gennaio          | Paolo Banchero (Orlando Magic) (2/4)      | Keegan Murray (Sacramento Kings) (2/2)       |      |
| Febbraio         | Paolo Banchero (Orlando Magic) (3/4)      | Walker Kessler (Utah Jazz) (1/1)             |      |
| Marzo/Aprile     | Paolo Banchero (Orlando Magic) (4/4)      | Jalen Williams (Oklahoma City Thunder) (2/2) |      |

### Coaches of the month
| Mese             | Eastern Conference                       | Western Conference                        | Note |
| ---------------- | ---------------------------------------- | ----------------------------------------- | ---- |
| Ottobre/Novembre | Joe Mazzulla (Boston Celtics) (1/1)      | Monty Williams (Phoenix Suns) (1/1)       |      |
| Dicembre         | Jacque Vaughn (Brooklyn Nets) (1/1)      | Willie Green (New Orleans Pelicans) (1/1) |      |
| Gennaio          | Doc Rivers (Philadelphia 76ers) (1/2)    | Michael Malone (Denver Nuggets) (1/1)     |      |
| Febbraio         | Mike Budenholzer (Milwaukee Bucks) (1/1) | Mike Brown (Sacramento Kings) (1/1)       |      |
| Marzo/Aprile     | Doc Rivers (Philadelphia 76ers) (2/2)    | Taylor Jenkins (Memphis Grizzlies) (1/1)  |      |